# توک (کنتاکی)
توک، کنتاکی (به انگلیسی: Tuck, Kentucky) یک منطقهٔ مسکونی در ایالات متحده آمریکا است که در کنتاکی واقع شده‌است.

## خصوصیات
توک ۱۱۷٫۹۶ متر بالاتر از سطح دریا واقع شده‌است.